# عشق دیوانه‌وار (فیلم ۱۹۹۵)
عشق دیوانه‌وار (به انگلیسی: Mad Love) فیلمی محصول سال ۱۹۹۵ و به کارگردانی آنتونیا برد است. در این فیلم بازیگرانی همچون کریس اودانل، درو بریمور، جوآن آلن، متیو لیلارد، جود سیکوللا و کوین دان ایفای نقش کرده‌اند.